# In från kylan
In från kylan är en singel av Mockba Music utgiven 1982.
In från kylan, som var gruppens första singel, är komponerad av Tom Wolgers, tidigare medlem av Lustans Lakejer, som också sjunger låten. 2012 hördes den i TV-serien Torka aldrig tårar utan handskar.
Båda låtarna från singeln är inkluderade på den digitala versionen av albumet Mockba Music.